# Королёвка (Емильчинский район)
Королёвка (укр. Королівка) — село на Украине, находится в Емильчинском районе Житомирской области.
Код КОАТУУ — 1821786803. Население по переписи 2001 года составляет 258 человек. Почтовый индекс — 11214. Телефонный код — 4149. Занимает площадь 1,77 км².

## Адрес местного совета
11214, Житомирская область, Емильчинский р-н, с.Степановка, ул.Рад, 95